# ایمی پمبرتون
اِیمی پمبرتون (به انگلیسی: Amy Pemberton) یک بازیگر و صداپیشه بریتانیایی است.
وی بیشتر به علت ایفای نقش گیدئون در سریال افسانه‌های فردا و الینا گلنمور در بازی ویدئویی بازی تاج و تخت شناخته شده‌است.
از دیگر آثار او می‌توان به بازی در فیلم رختشویگاه اشاره کرد.

## زندگی
پمبرتون در استومارکت، سافک به دنیا آمد. پدر او در سال ۲۰۰۹ درگذشت

## صداپیشه
- بازی تایتانفال ۲ (صداپیشه نقش اسلون)
- افسانه‌های فردا[۲] (صداپیشه نقش گیدئون به عنوان نقش اصلی/بازیگر ۲ قسمت)
- بازی گیم آف ترونز (صداپیشه نقش الینا گلنمور)
- بازی آنچارتد ۴: عاقبت یک دزد (صداپیشه چندین نقش)
- بازی فورتنایت (صداپیشه نقش پنی)
- دکتر هو (صداپیشه نقش سالی مورگان؛ ۶ قسمت)